# Latah (Washington)
Pour les articles homonymes, voir Latah.
Latah est une ville située dans le comté de Spokane dans l'État de Washington, aux États-Unis.

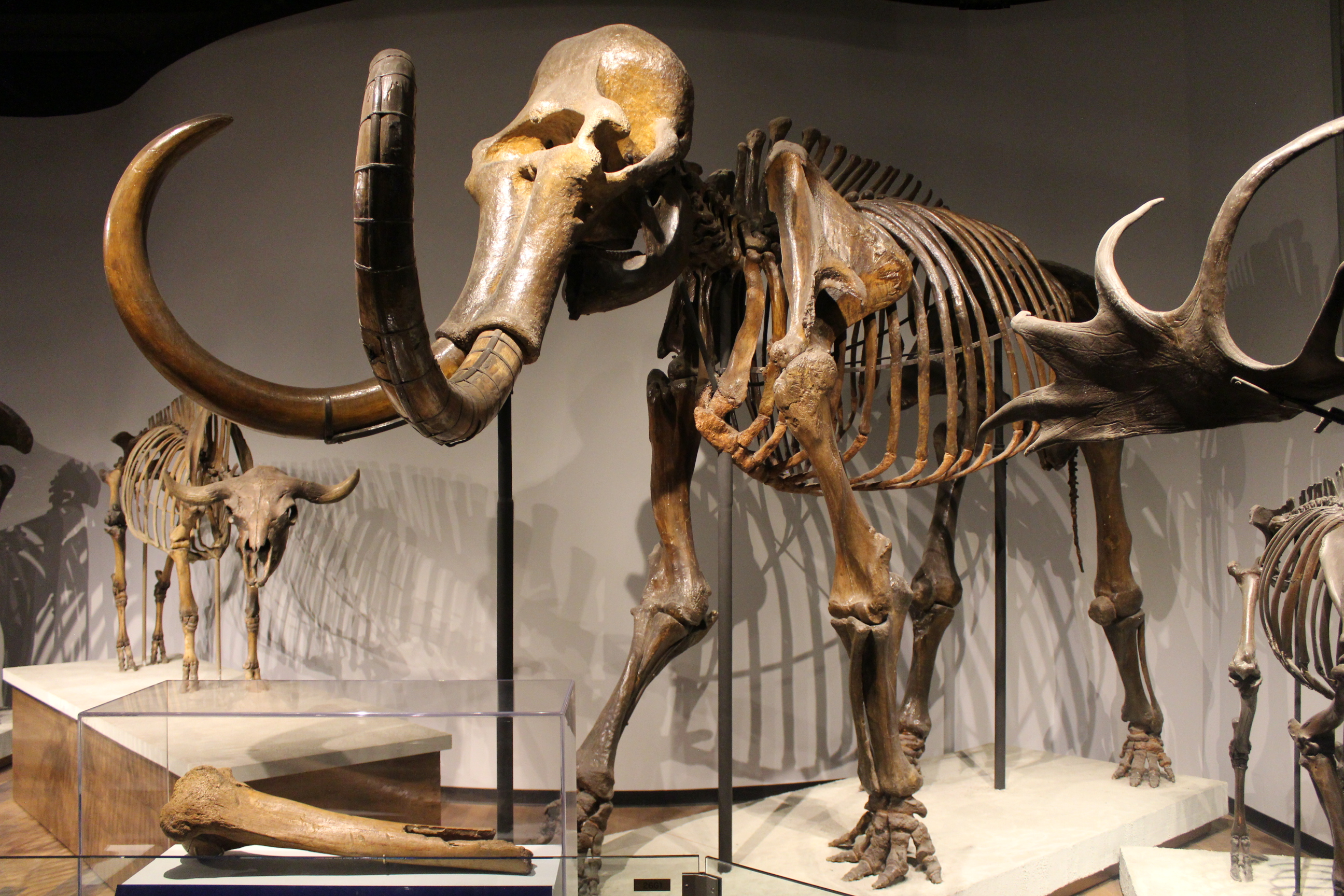
Squelette des frères Coplan Mammuthus primigenius exposé au Field Museum of Natural History